# 柳生烈風剣連也
『柳生烈風剣連也』（やぎゅうれっぷうけんれんや）は、野口賢による日本の剣劇漫画作品。

## 概要
1992年に『週刊少年ジャンプ』で全9話が連載された。野口の初連載作である。単行本は全1巻。
実在の人物・柳生連也斎の少年時代を題材にとったフィクションであり、少年漫画らしい創作も多いが、実際の歴史の流れとは矛盾しないように製作されている。

## 登場人物
柳生連也（やぎゅう れんや）
将軍家お家流・柳生新陰流の正統である尾張柳生家の嫡男。
小柄な体にベルガ帝国の異形の戦士を瞬時に斬殺するほどの剣技を持つが、性格の方は割ととぼけた感じである。姉のサヤカを慕う気持ちが強く、その姉がさらわれた事をきっかけに剣技に打ち込み、高い戦闘能力を身に付けた。第五話までは、和服に首元まで覆うマントに手足には装甲といった出で立ちであったが、3年が経過した第六話以降は黒い忍者風味の服装となる。
作中に直接の描写はないが、兵法を用いた集団戦闘も得意。
実在の人物である。
柳生サヤカ
連也の実姉にして師匠役。柳生の娘として一門の中でも相当な腕前を持つが、柳生の里に攻め込んだジークに敗北し、大陸へと連れ去られる。
高田三之丞（たかだ さんのじょう）
連也を「若」と呼ぶ、老年の頑固で口うるさい従者。連也とともにサヤカを追ってユーラシア大陸に渡る。おどけ者の一面もある。
実在の人物である。
サーシャ・コリューン
ベルガ帝国の侵攻によって自国ペルシャを追われた金髪の姫君。優しく世話好きの性格。
初登場時には連也が姉と見間違えるくだりがあり、そこでは黒髪に描かれていた。
古代兵器アグネアの封印を解くカギであることからベルガ帝国に狙われ、13年前のアグネア攻防戦でベルガ帝国が唯一殲滅できなかった柳生一族に助けを求めるために日本に向かう途中、連也と三之丞に出会う。
ナハトム・ジーク
ベルガ帝国に所属する、長髪で美しい顔を持つ白人の青年。超能力を持つ。戦闘時以外はマントを着用している。元々はスコットランド出身のハイランダーで、スコットランドをイギリスから独立させるための力を欲してベルガ帝国の傭兵となっていた。
連也の住む里に攻め入って里の武士を大量に殺害し、柳生の剣技の秘密を吐かせるため、また洗脳してベルガ帝国の暗殺者とするためにサヤカをさらう。
ミディア・ベネッティ・ミケランジェリ
ムチを武器とするベルガ帝国の女戦士で、口元のホクロとポニーテールがトレードマーク。
階級は師団長で、部下は全員女であるらしい。
連也の敵として登場するも、命を救われて後は連也の仲間として行動する。
ジークの昔の女であり、ジークに未練を持ったままであった。

## 設定
ベルガ帝国
元は傭兵種族にして暗殺結社を組織していたベルガ族が、ある国を占領した事をさかいに独立国家として建国したもの。アジア統一をもくろみ、古代兵器アグネアを探索し、柳生新陰流の剣技の秘密を知ろうとした。
ベルガ族の戦士は怪物やロボットのように見える異形の鎧を身にまとう。
名前が出てきた戦士には、スケルツァンド、ジムノペティ、パスピェがいる。
アグネア
インド古代叙事詩『マハーバーラタ』に登場する古代兵器。
ベルガ帝国はアジア征服のために狙い、ジークは故国復興のために探していた。
本編には未登場。
なお『マハーバーラタ』や、その中の核兵器を思わせる超兵器の描写は実在する。

## 備考
- 表紙など目立つ部分には『柳生烈風剣連也 亜麻色の髪のサーシャ』と表記されており、実際にはこちらが正式なタイトルであるらしい。
- 本作では、東シナ海及び南シナ海が、東中国海、南中国海と表記されている。
- メインアシスタントは三部けい（瓦敬介）で、背景のほぼ全てを担当している。
- 本編への登場はないが、徳川光儀、柳生十兵衛、宮本武蔵という実在の人物の名前が出ている。